# Pourritures du cœur du palmier à huile
Les pourritures du cœur du palmier à huile regroupent sous un même vocable d'importantes maladies du palmier à huile (Elaeis guineensis) affectant les cultures de cette plante oléagineuse en Amérique latine.

## Description
Ces maladies ont toutes comme caractéristique de comporter dans leur symptômes la pourriture des jeunes tissus du haut du stipe voisins de la zone méristématique. Parmi les autres symptômes figurent le raccourcissement des feuilles et leur jaunissement.
Au minimum, elles provoquent un fort ralentissement de croissance et de production et, au pire, la mort de la plante infectée.
Le palmier à huile américain Elaeis oleifera et les hybrides obtenus par croisement entre Elaeis guineensis et Elaeis oleifera sont beaucoup moins affectés par ces maladies.
Les causes de ces maladies sont inconnues (2006).

## Appellations
- en espagnol : pudrición del cogollo (de la palma africana).
- en brésilien : amarelecimento fatal (do dendozeiro)
- en anglais : bud rot (of oil palm).